# Corinth (Arkansas)
Corinth – miasto w Stanach Zjednoczonych, w stanie Arkansas, w hrabstwie Yell.